# Хансон, Николай

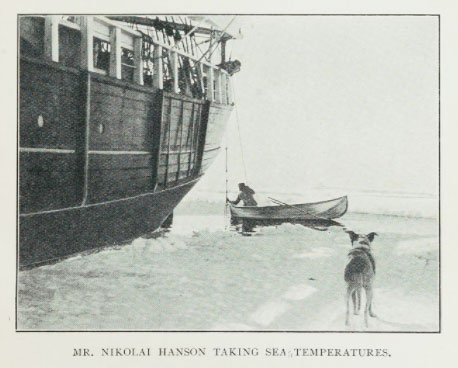
Николай Хансон замеряет температуру поверхности моря. Барк «Южный Крест», Антарктика, примерно 1899 год

Николай Хансон (норв. Nicolai Hanson; 24 августа 1870 г., Кристиансунн, Мёре-ог-Ромсдал, Норвегия — 14 октября 1899 г., мыс Адэр, Земля Виктории, Антарктида) — норвежский зоолог и исследователь Антарктики. Был участником экспедиции на «Южном Кресте», возглавляемой Карстеном Борхгревинком, и первой в истории антарктической зимовки, ставшей для Хансона и последней: он умер от болезни, став первым человеком, погребённым в Антарктиде.

## Биография
Николай Хансон родился 24 августа 1870 года в городе Кристиансунн норвежской губернии Мёре-ог-Ромсдал. Окончил Университет Христианы (ныне Университет Осло), в котором изучал зоологию под руководством профессора Роберта Коллетта.
Стал известен как участник экспедиции в Антарктику на «Южном Кресте» 1898—1900 года. Это была первая научно-исследовательская экспедиция, проведшая длительное время в Антарктике, и осуществившая первые исследования уникальной морской фауны региона.
Хансон серьёзно заболел во время плавания из Англии в Антарктику, но на мыс Адэр прибыл живым и был ещё в состоянии выполнять свою часть запланированной научной работы, потому остался зимовать там. Но до конца зимовки исследователь не дожил; он скончался 14 октября 1899 года, предположительно от кишечного расстройства.

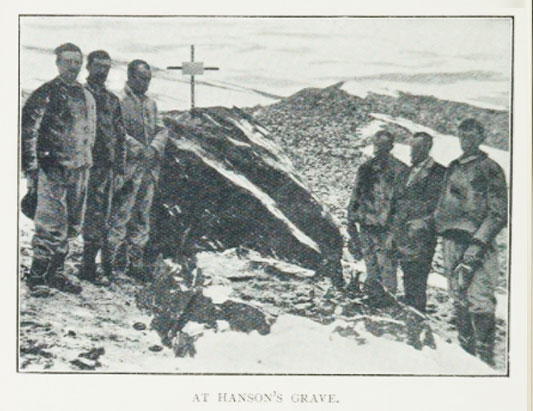
Экипаж «Южного Креста» у могилы Николая Хансона

По его последнему волеизъявлению, Хансон был погребён в Антарктике, в горах над мысом Адэра. Могила была вырыта в склоне горы и отмечена белыми кварцевыми камнями, а к большому камню вблизи неё прикрепили деревянный крест и дощечку с именем. Это был первый в истории случай захоронения человека в Антарктике, потому могила Хансона вошла в список исторических мест и памятников Антарктики, утверждённый в соответствии с Договором об Антарктике.
Другие участники зимовки благополучно вернулись из экспедиции; построенная ими хижина была надолго заброшена и повреждена снегом. Но полярники следующих поколений реконструировали её, и сейчас она также считается историческим местом Антарктики и мемориалом Николаю Хансону.
Хансон женился незадолго до отправки в Антарктику. Его дочь Йоханна Хансон Вогт (1898—1999) родилась уже после и никогда не видела отца
.
Именем Николая Хансона названы: один из видов антарктических нототениевых рыб — Trematomus nicolai и гора Хансон — небольшой пик на мысе Адэр.

## Список литературы
- Borchgrevink, C. E. (1980) First on the Antarctic continent: Being an account of the British Antarctic Expedition, 1898—1900 (McGill-Queen’s University Press) 978-0773505155
- Vogt, David (2008) Vår glemte polarhelt — Carsten Borchgrevink og Southern Cross-ekspedisjonen 1898—1900 (Oslo: Aschehoug) 9788203291388